# Culex mulrennani
Culex mulrennani är en tvåvingeart som beskrevs av Basham 1948. Culex mulrennani ingår i släktet Culex och familjen stickmyggor. Inga underarter finns listade i Catalogue of Life.